# Palast

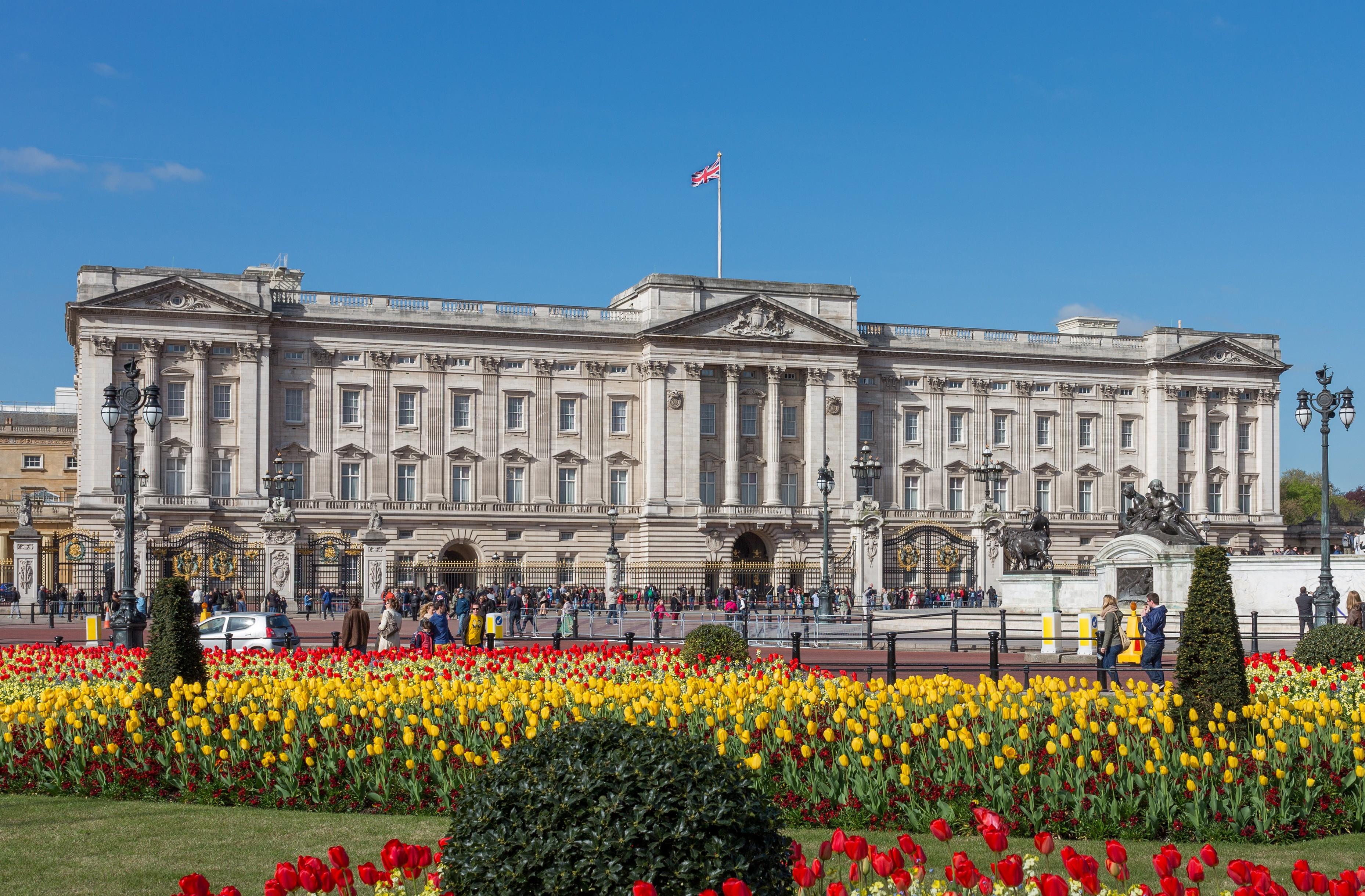
Der Buckingham Palace in London

Ein Palast ist ein in einer Stadt erbauter, schlossähnlicher und repräsentativer Prachtbau. Der Begriff „Palast“ findet sich in fast allen europäischen Sprachen wieder (spanisch palacio, italienisch palazzo, französisch palais, englisch palace) und kann weitgehend mit dem Wort Stadtschloss gleichgesetzt werden; er beschreibt einen Wohn- und Repräsentationsbau als Residenz (Regierungs- oder Wohnsitz). Die Beschreibung als „Palast“ ist für bauliche Epochen, wie die Renaissance, oder Regionalstile und Weltgegenden, wie etwa den islamischen Raum, üblich.

## Herkunft des Begriffs
Das Wort „Palast“ entstammt dem Namen eines der Sieben Hügel im antiken Rom, dem Palatin. Woher der Name des Hügels Palatin selbst stammt, ist nicht restlos geklärt, er könnte sich aber von der altitalischen Feldgottheit Pales ableiten. In der Zeit der Republik seit dem Ende des 2. Jahrhunderts v. Chr. wurde der Hügel zum bevorzugten Wohnviertel der Stadt. Seit Augustus residierten dort auch einige römische Kaiser (Haus des Augustus oder Goldenes Haus des Nero). Seither wurde der Name des Hügels synonym für prachtvolle Wohnbauten genutzt und in verschiedene Sprachen übernommen.

### Verwendung des Begriffs im europäischen Kulturkreis

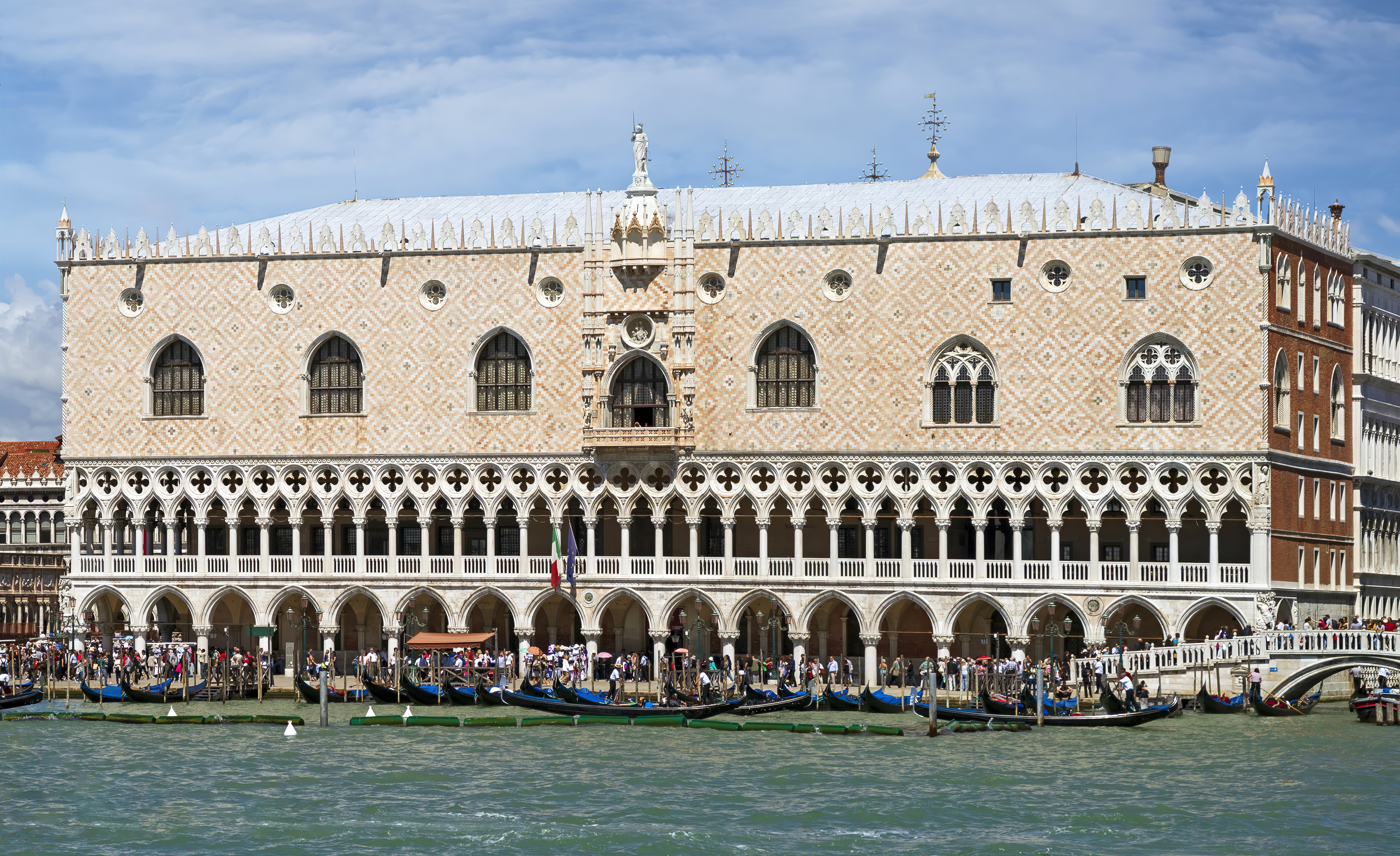
Der Dogenpalast in Venedig

Die Begriffe Schloss und Palast überschneiden sich häufig, die deutschen Bezeichnungen und deren Übersetzungen werden in verschiedenen Sprachen nur leicht unterschiedlich angewandt. In der Regel bezeichnen sie prachtvolle Profanbauten. Die Bezeichnung „Palast“ findet sich bis heute in verschiedenen Bauformen und Sprachen wieder: Der Palas war im Mittelalter der Wohnbau einer Burg, die mittelalterliche Pfalz war eine repräsentative Niederlassung des Königs oder Kaisers, vom Pfalzgrafen (dem Paladin) verwaltet und vom Herrscher und dem noch umherreisenden Hof zeitweise bewohnt. Diese Gebäude dienen häufig zu Versammlungen, zum Empfang und zur Bewirtung von Gästen. Damit bekommt das Wort Palast den Wortsinn und die Funktion von „Speisesaal“, womit die Bedeutung von lateinisch palatium in den Klöstern übereinstimmt.
Im Hoch- und Spätmittelalter konnten die Burgen bedeutender Herrscher palastartige Ausmaße annehmen, so die französische Königsresidenz Palais de la Cité in Paris, die englische Königsresidenz Palace of Westminster in London, der Coudenberg-Palast der Burgunderherzöge in Brüssel, die alle später zerstört wurden; die Wiener Hofburg, die Prager Burg, die Krakauer Königsburg Wawel oder die norwegische Königsburg Akershus, die alle später stark überformt wurden; die einzigen fast unverändert erhaltenen Beispiele aus dieser Epoche sind der Papstpalast in Avignon und der Dogenpalast in Venedig.
Bereits ab der Gotik in Italien, spätestens ab der Renaissance, bezeichnete ein „Palazzo“ ein monumentales, unbefestigtes Wohngebäude des weltlichen oder kirchlichen Bauherrn, im Gegensatz zur Villa aber in der Stadt gelegen und im Gegensatz zu einem Residenzschloss, das hier als „Reggia“ bezeichnet wird, oder zur Burg, die man hier „Castello“ nennt. In den Städten selbst entstanden zahlreiche Prachtbauten adliger und bürgerlicher Auftraggeber wie der Palazzo Strozzi oder der Palazzo Medici Riccardi in Florenz oder der später barock umgestaltete Palazzo Spada in Rom. Staaten und Herzogtümer in Italien hatten in der jeweiligen Residenzstadt einen Regierungspalast, den „Palazzo Ducale“, wovon der Dogenpalast in Venedig der bekannteste ist, weitere der Palazzo Pitti in Florenz, Palazzo Ducale (Modena), Palazzo Ducale (Mantua), Palazzo Ducale (Urbino). Königliche Paläste sind der Palazzo Reale (Turin), der Palazzo Reale (Neapel) oder der Palast von Caserta.

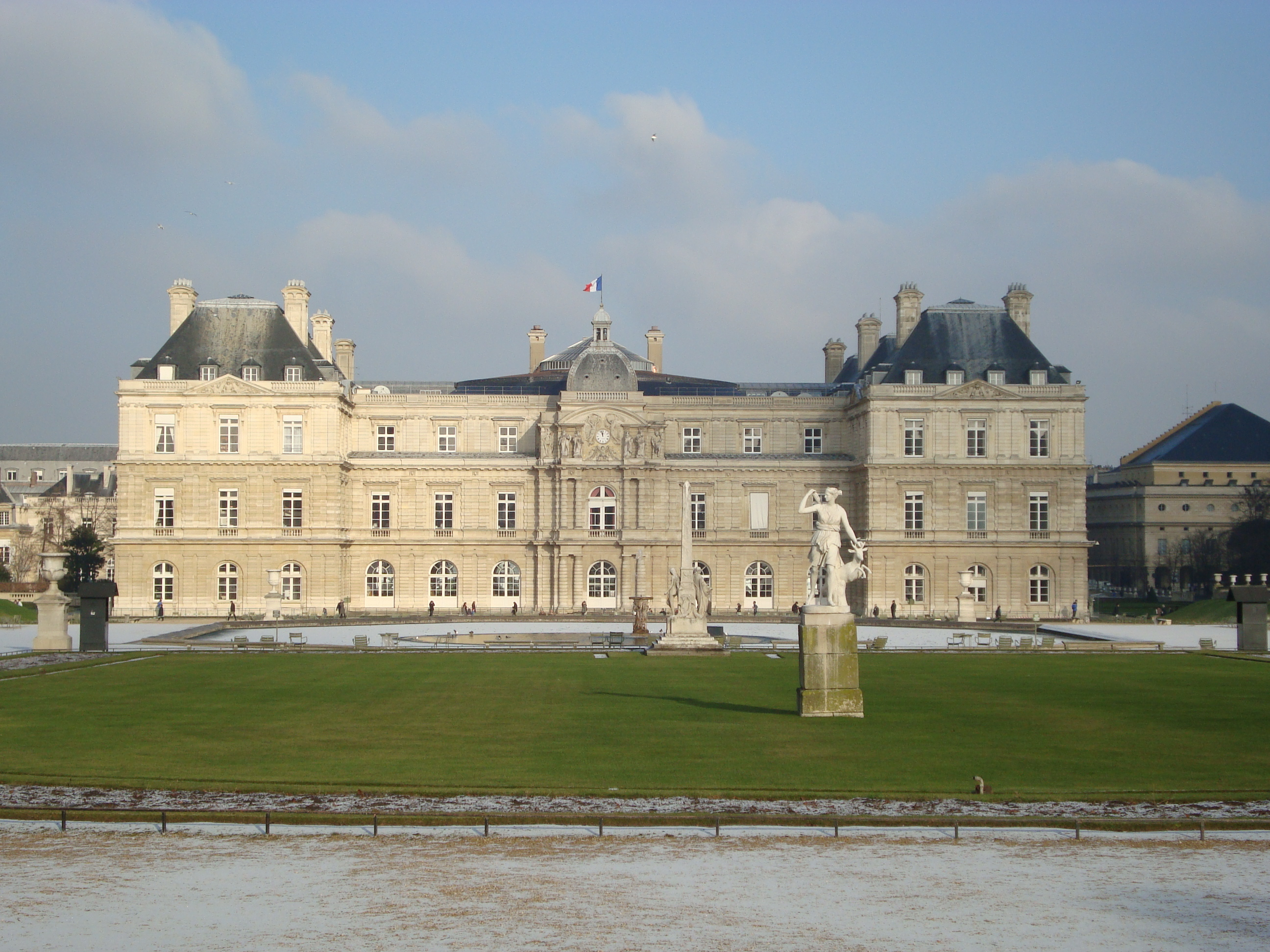
Der Palais du Luxembourg in Paris

In Frankreich wird die Benennung „Palais“, ähnlich wie in Italien, oft – aber nicht immer – für Schlösser in größeren Städten, z. B. das Palais du Luxembourg oder das Palais du Louvre in Paris genutzt, während Schlösser auf dem Lande (bzw. ehemals ländlichen Gebieten) häufiger als Château bezeichnet werden. Das Stadtpalais wird oft auch mit dem „Hôtel particulier“ gleichgesetzt, wobei dieses vom „gewöhnlichen“ Adel und hohen Beamten bewohnt wird, während die Palais in der Regel von Mitgliedern der Königsfamilie bewohnt wurden.

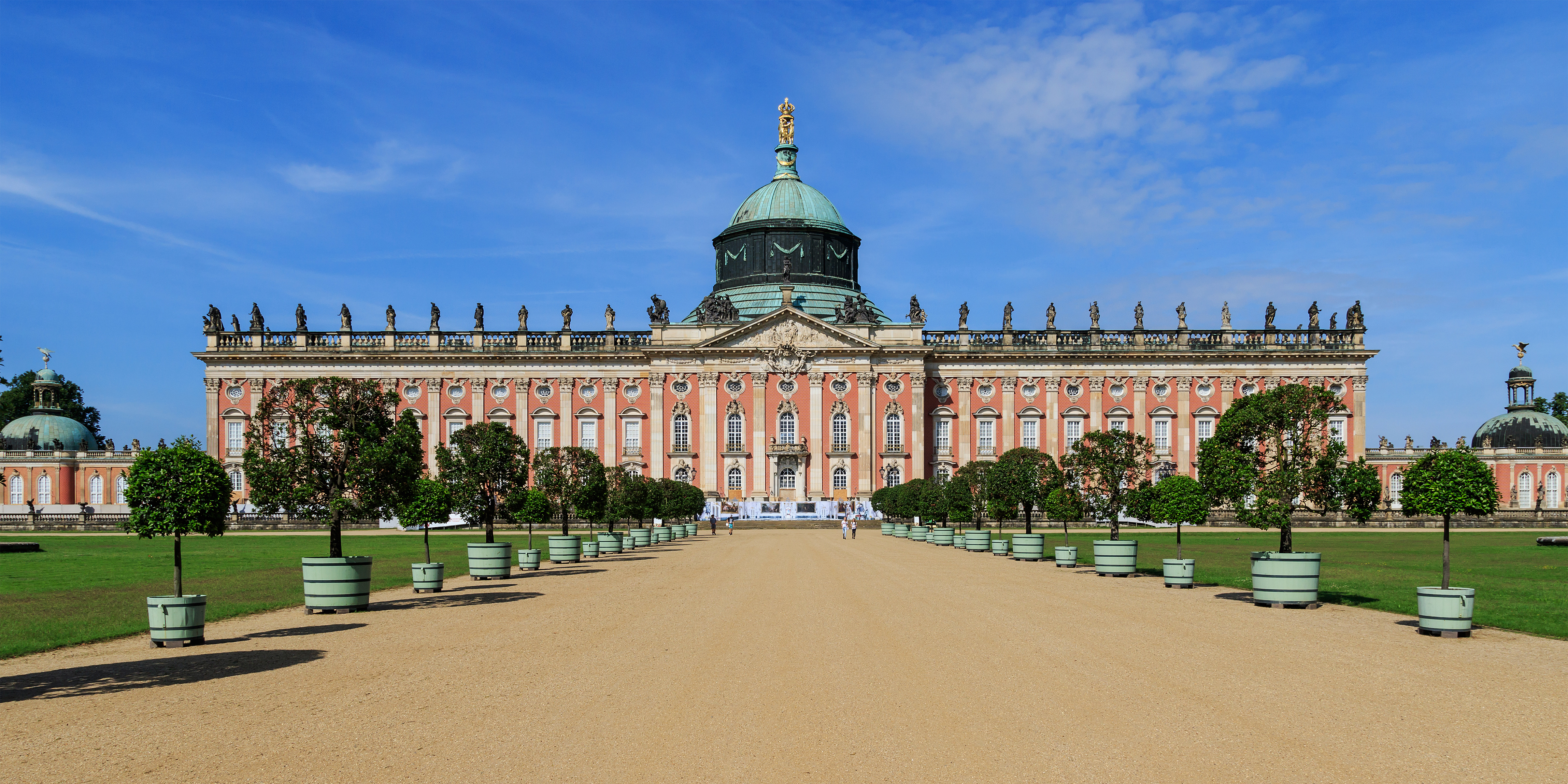
Die Gartenseite des barocken Neuen Palais im Park Sanssouci

In deutschsprachigen Gegenden finden sich zur Zeit des Barock auf Grund der an den europäischen Fürstenhöfen bevorzugt gesprochenen französischen Sprache auch Schlösser mit der Bezeichnung „Palais“ wieder, so z. B. in Wien das Palais Schwarzenberg, in München das Palais Holnstein oder in Potsdam die königlich-kaiserlichen Residenzen Marmorpalais und Neues Palais.
Auch in Russland setzte sich die Bezeichnung Palast für die großen Residenzen durch, wie in Sankt Petersburg der Winterpalast und die Sommerpaläste der Zaren in Peterhof und Zarskoje Selo.
In England entspricht das Wort „Palace“ in etwa dem deutschen „Schloss“ und differenziert gar nicht nach dem Standort – so liegt der Buckingham Palace mitten in London, Blenheim Palace auf dem Lande –, meint aber meist einen Residenzbau ab der Spätrenaissance bis ins 19. Jahrhundert. Für Burgen und aus diesen hervorgegangene Schlösser wird eher die Bezeichnung „Castle“ gewählt.
Als Palazzo in fortezza wird ein von Festungsanlagen umgebener Palast bezeichnet.

### Paläste im außereuropäischen Kulturkreis

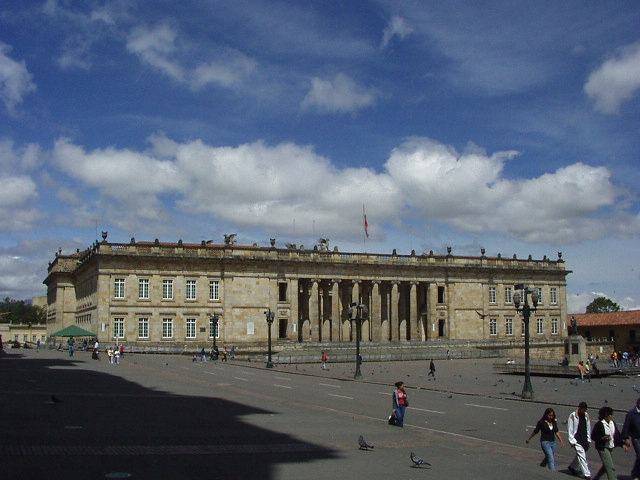
Parlamentsgebäude Capitolio Nacional von Kolumbien

Auch für die Residenzen der vor- und außereuropäischen Kulturen, wie Ägypten, Mesopotamien oder China, wird der Begriff des Palastes genutzt, das deutsche Wort „Schloss“ hat sich in unserem Sprachgebrauch für diese Bauten nicht durchgesetzt. Schon in den ältesten Hochkulturen ließen sich die herrschenden Schichten aufwendige Wohnhäuser errichten, die den sozialen Status und die Macht der Bewohner ausdrücken sollten. Als Beispiele können so unterschiedliche Bauwerke wie der Palast der Winde in Indien, der Kaiserpalast von Tokio in Japan oder die Ruinen der Maya-Paläste genannt werden.

### Moderne Verwendung des Begriffs

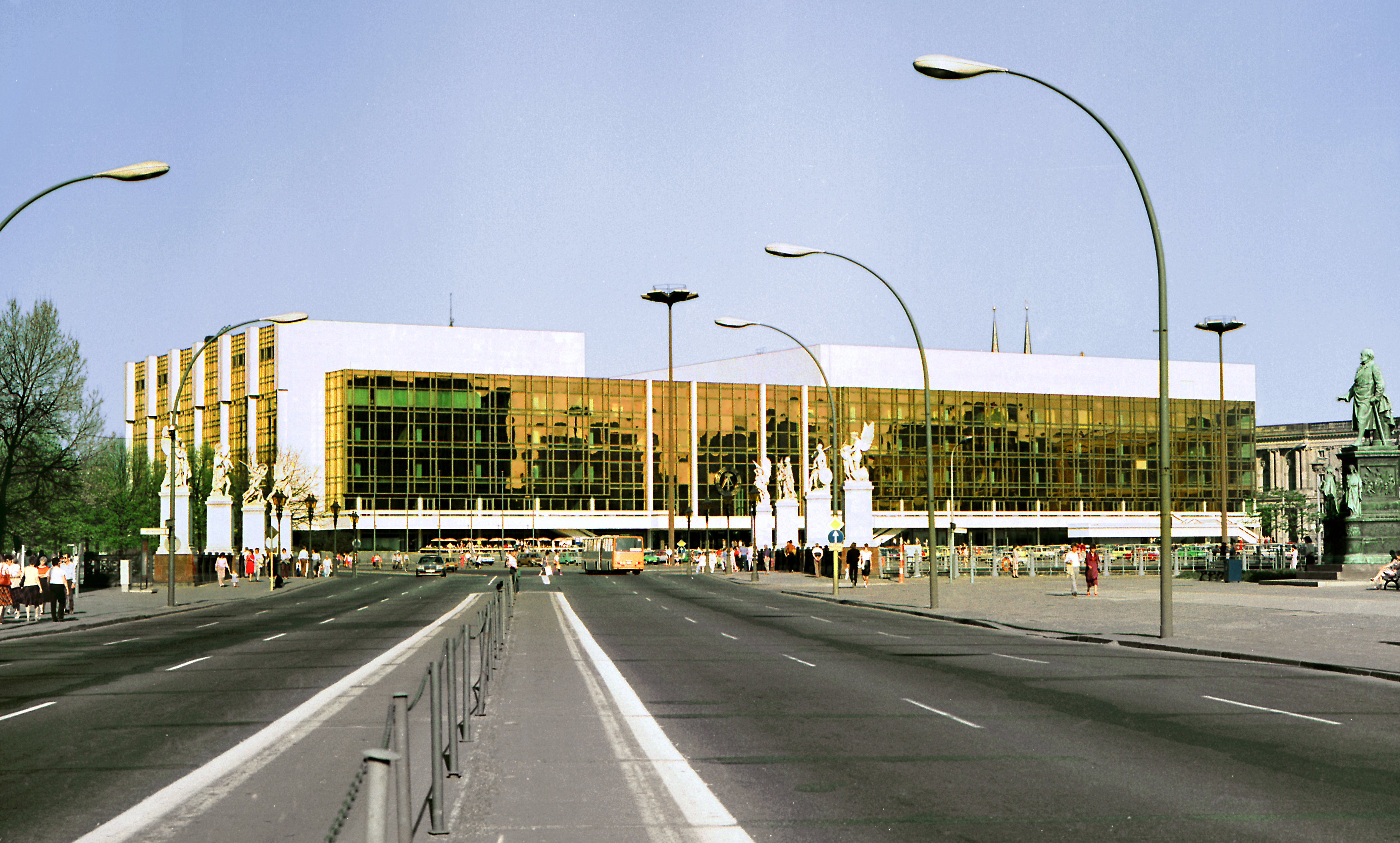
Palast der Republik in Berlin, 1986

Seit der Französischen Revolution wurden auch repräsentative öffentliche Gebäude als Paläste bezeichnet, so die Justizpaläste, im nachrevolutionären Russland etwa die „Paläste der Kultur“ und „Paläste der Pioniere“, in Berlin der Pionierpalast und der Palast der Republik. Das Gebäude der Weltausstellung von 1851, der Kristallpalast in London, beeinflusste maßgeblich die Eisen- und Glasarchitektur der zweiten Hälfte des 19. Jahrhunderts. Nicht nur in Las Vegas heißen Hotels und Unterhaltungskomplexe sehr häufig „Palace“. Der monumentalste Palast der Welt ist der rumänische Parlamentspalast, der mit einem Raumvolumen von über zweieinhalb Millionen Kubikmeter und 7000 Räumen das zweitgrößte Gebäude der Welt ist und dessen Errichtung über 2 Milliarden Dollar kostete. Der Präsidentenpalast in Ankara wurde von 2011 bis 2014 errichtet.